# Solněčnyj
Solněčnyj (rusky Солнечный) je sídlo městského typu v Chabarovském kraji v Rusku. V roce 2013 zde žilo 12 803 obyvatel.
Obec byla založena v září roku 1963 jako hornická osada. Nachází se na řece Silinka (povodí řeky Amur), 38 kilometrů severozápadně od města Komsomolsk na Amuru.

## Rodáci
- Jevgenij Pljuščenko - ruský krasobruslař, dvojnásobný olympijský vítěz a trojnásobný mistr světa